# 野村フィデューシャリー・リサーチ&コンサルティング
野村フィデューシャリー・リサーチ＆コンサルティング株式会社（のむらフィデューシャリーリサーチアンドコンサルティング、Nomura Fiduciary Research & Consulting Co., Ltd.、略称：NFRC）は、2000年に設立された日本のリサーチ・コンサルティング会社である。代表取締役社長は八木忠三郎。本社は東京都中央区日本橋浜町に所在している。
野村ホールディングスの一員として、年金基金、大学法人、財団等のアセットオーナー向けに、受託者責任に基づく資産運用助言、ファンド評価、インデックス提供、OCIO（アウトソースドCIO）型サービスなどを提供している。

## 沿革
- 2000年6月20日 - 野村フィデューシャリー・リサーチ＆コンサルティング株式会社設立。
- 2000年代 - 年金基金向けファンド評価サービスの提供を開始。
- 2010年代 - ESG評価、スチュワードシップ・コード対応に関する分析サービスを強化。
- 2024年8月 - 投資一任契約サービス「Nomura OCIO」の提供を開始。
- 2025年3月 - 国立大学法人東海国立大学機構（岐阜大学・名古屋大学）より「Nomura OCIO」を受託。

## 事業内容
主な業務は以下の通りである。
- 投資助言・代理業、投資運用業
- ファンド評価（定性・定量分析）
- プライベートアセット（PE、不動産、インフラ等）に関するリサーチ・助言
- ファンド・オブ・ファンズの投資助言
- CIOサービス（個人・機関向け資産運用アドバイザリー）
- OCIO（投資一任）サービス「Nomura OCIO」
- インデックスの設計・提供（国内外）[3]

## 拠点
【本社】
　東京都中央区日本橋浜町3-21-1 日本橋浜町Fタワー16階
【ロンドン支店】
　1 Angel Lane, London EC4R 3AB, United Kingdom
【Nomura Fiduciary Research & Consulting America, Inc.（NFRCA）】
　Worldwide Plaza, 309 West 49th Street, New York, NY 10019-7316, U.S.A

## 登録・加盟団体
- 金融商品取引業者：関東財務局長（金商）第451号
- 一般社団法人 日本投資顧問業協会（会員番号：第011-00961号）